# Orchestra filarmonica di Rotterdam

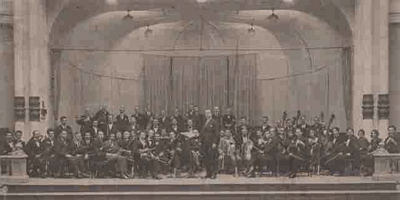
Orchestra filarmonica di Rotterdam (1923)

L'Orchestra filarmonica di Rotterdam (RPhO; in lingua olandese Rotterdams Philharmonisch Orkest) è un'orchestra sinfonica olandese con sede a Rotterdam. La sua sede è l'auditorium De Doelen.

## Storia
La RPhO è considerata fra le due più importanti orchestre dei Paesi Bassi in campo internazionale, seconda soltanto all'Orchestra reale del Concertgebouw di Amsterdam. Oltre che concerti sinfonici, esegue anche produzioni operistiche alla De Nederlandse Opera.
La RPhO venne fondata nel 1918 da un gruppo di musicisti come Society of Professional Musicians for Mutual Cultivation of the Arts. Il loro obiettivo era quello di fare musica per piacere personale, senza ricercare alcun guadagno.
Il primo direttore musicale fu Willem Feltzer, direttore di due scuole di musica a Rotterdam. A Felzer succedette poi Alexander Schmuller.
Nel maggio del 1930, Eduard Flipse divenne direttore principale rimanendo fino al 1962. Sotto la sua guida l'orchestra si trasformò lentamente in un organismo di professionisti. Quando Flipse raccolse l'eredità dei primi due direttori, l'orchestra era in una situazione di degrado sia a livello artistico che economico. Egli decise pertanto di dare vita ad un Fondo per la raccolta di finanziamenti da destinare al rinnovo degli strumenti e decise di organizzare l'orchestra secondo criteri di managerialità. Dedicò poi sensibili sforzi per il rinnovo del repertorio ponendo attenzione alla musica contemporanea, eseguendo opere di compositori olandesi come Johan Wagenaar, Willem Pijper e Alphons Diepenbrock.
Nel 1935 venne costruita una sala da concerti capace di 1.300 spettatori e ampliato il numero dei componenti l'orchestra. Quando il Rotterdam City Council iniziò a dare dei sussidi, i problemi dell'orchestra sembrarono essere ormai un cattivo ricordo.
Il 7 maggio 1940 l'orchestra eseguì un concerto di musiche di Bruch e Stravinsky in occasione del decimo anniversario dell'avvento di Flipse alla direzione dell'orchestra. In occasione del 600º anniversario della fondazione di Rotterdam, nel 1940, venne realizzato un programma speciale. Il 14 maggio la Germania nazista bombardò Rotterdam radendola quasi al suolo e invadendola per un periodo che durò per tutta la seconda guerra mondiale. L'auditorium fu distrutto così come la sala delle prove e la maggior parte degli strumenti musicali.
Nonostante i problemi, la stagione dell'orchestra andò avanti, secondo i piani, grazie a diverse altre orchestre olandesi che diedero concerti per raccogliere fondi e contribuirono con attrezzature e spartiti. La Koninginnekerk, una delle poche chiese sopravvissute al bombardamento, divenne la sala da concerto provvisoria. Durante l'occupazione, le regole del Cultuurkamer, un organismo destinato a disciplinare le arti nei Paesi Bassi occupati dai nazisti, furono gravemente restrittive e discriminatorie. Ogni musicista doveva diventare un membro della Cultuurkamer, i musicisti ebrei dovevano essere licenziati e la musica di compositori ebrei venne vietata come musica di paesi in guerra contro la Germania nazista.
Dopo la guerra, l'orchestra non aveva una sede permanente fino a quando non venne costruita una sala da concerto nuova, chiamata De Doelen, realizzata nel 1966. Dopo Flipse lasciò la posizione di direttore principale nel 1962, venne sostituito da Franz Paul Decker (1962-1967) e Jean Fournet (1968-1973). Nel 1967, il giovane direttore d'orchestra olandese Edo de Waart fu posto a capo dell'orchestra e vi rimase fino al 1979. Sotto De Waart e David Zinman, che gli succedette come direttore principale dal 1979 al 1982, l'Orchestra filarmonica di Rotterdam è cresciuta fino a raggiungere un livello di fama internazionale realizzando molte registrazioni e tour di successo.
Dal 1983 al 1991, divenne direttore principale lo statunitense James Conlon e dopo di lui il britannico Jeffrey Tate che la diresse nel periodo 1991-1995. Nel 1995 subentrò Valery Gergiev che vi rimase fino all'agosto del 2008. Nel dicembre 2006 l'orchestra votò unanimemente per affidare la direzione a Yannick Nézet-Séguin per la stagione 2008-2009, con un contratto iniziale di 4 anni. Nell'aprile 2010, la RPhO annunciò il prolungamento del contratto fino al 2015.

## Lista dei direttori principali
- Willem Feltzer (1918-1928)
- Alexander Schmuller (1928-1930)
- Eduard Flipse (1930-1962)
- Franz Paul Decker (1962-1967)
- Jean Fournet (1968-1973)
- Edo de Waart (1973-1979)
- David Zinman (1979-1982)
- James Conlon (1983-1991)
- Jeffrey Tate (1991-1995)
- Valery Gergiev (1995-2008)
- Yannick Nézet-Séguin (2008-2018)
- Lahav Shani (2018 - )